# Рейгагейзен
Рейгагейзен (нід. Ruigahuizen) — село в нідерландській провінції Фрисландія. Входить до муніципалітету Фріске-Маррен.
Його площа становить 4,34 км², а населення станом на 2021 рік складало 115 осіб.

## Галерея

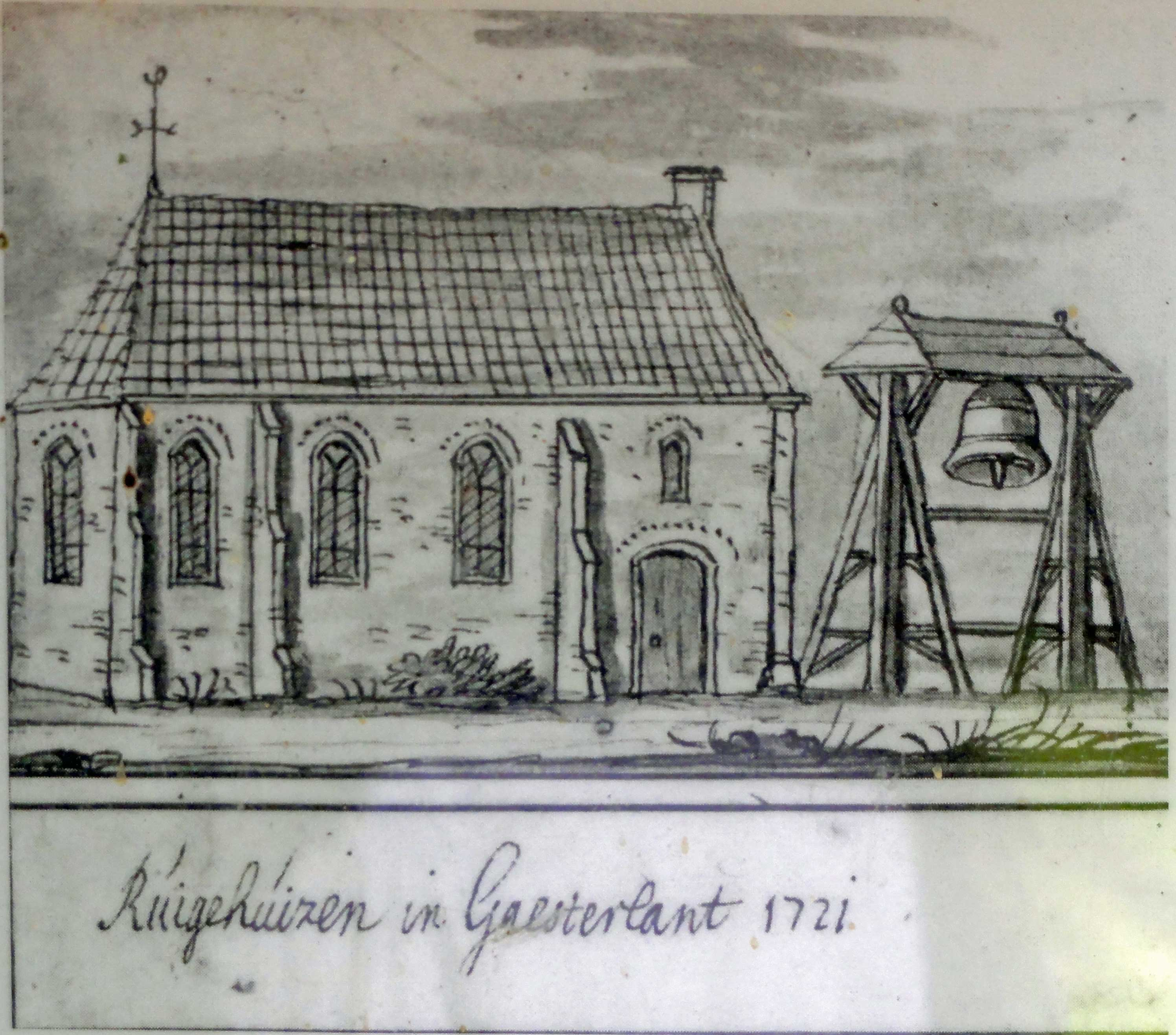
Малюнок сільської церкви (1721)
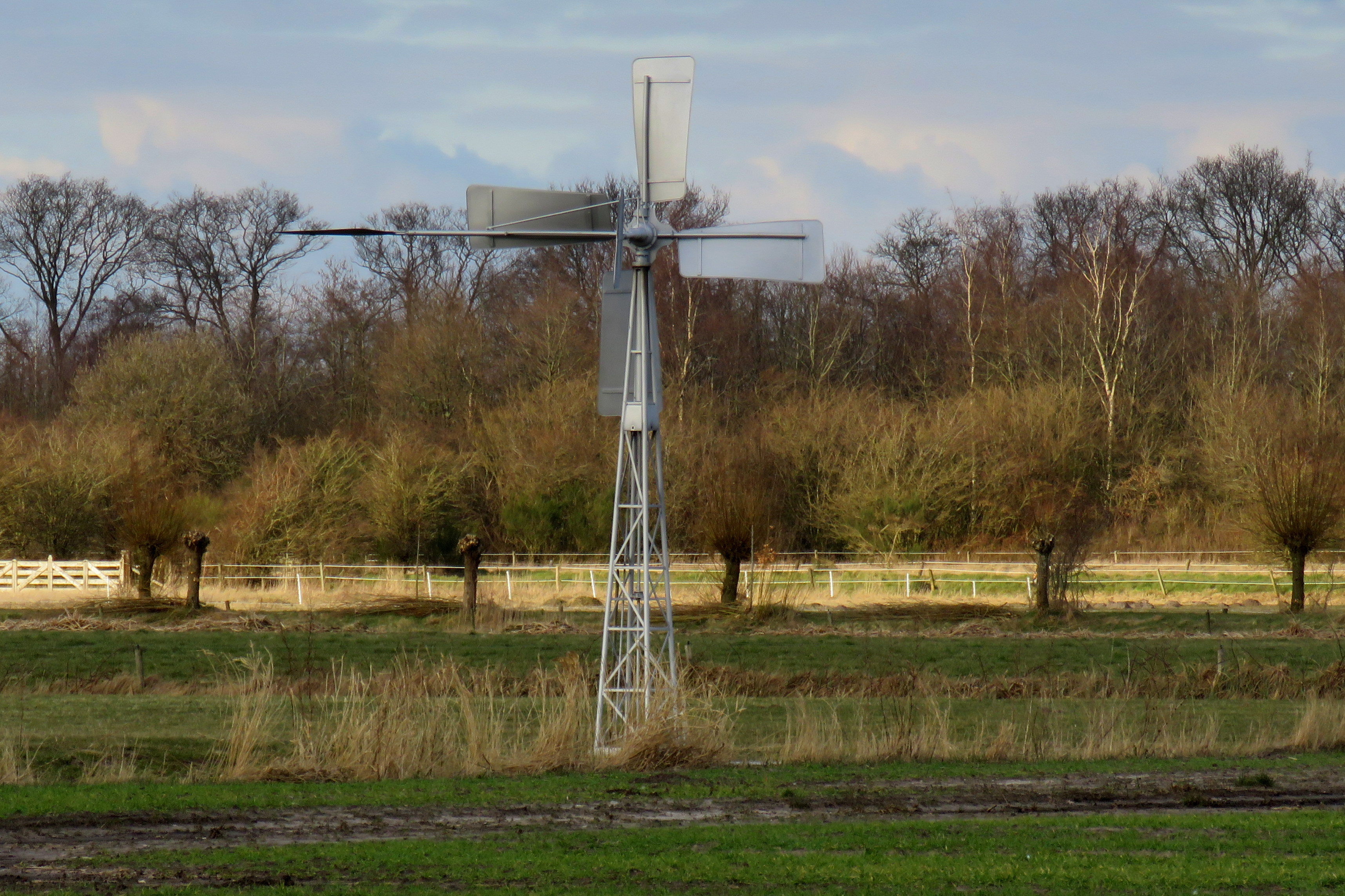
Вітряк
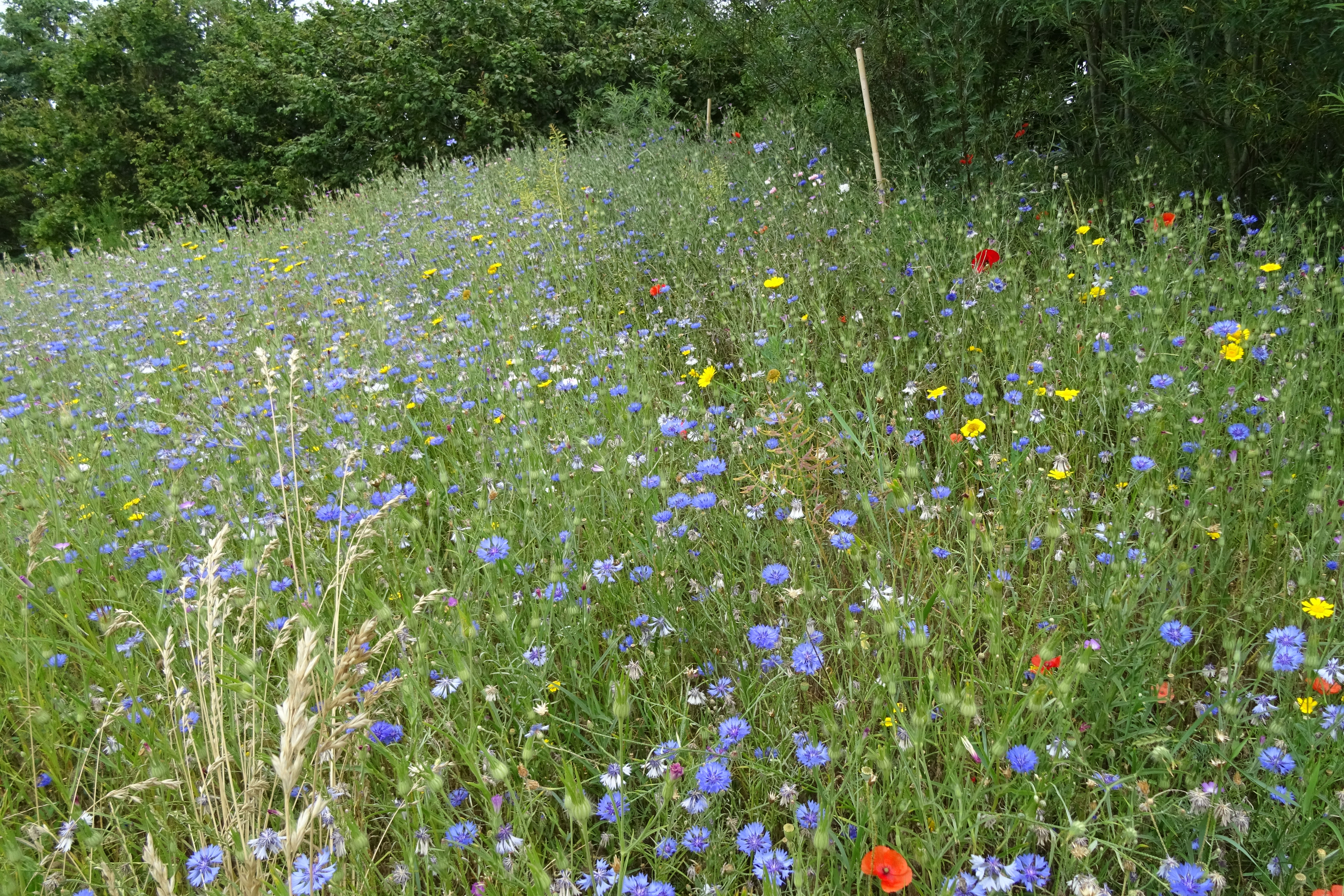
Природа біля села